# Pirose
Pirose (do grego "pýrosis", ação de queimar) ou azia, é a sensação de ardor (queimação), que tem início na parte posterior do esterno e que se propaga através de ondas ou golfadas, até a faringe, fazendo-se acompanhar de eructação com acidez e aumento da salivação. A pirose pode ser sintoma de algumas doenças como refluxo gastroesofágico, ou indicativo de processos irritativos ou inflamação ocorrente no esôfago. O ardor é provocado pela ação do ácido gástrico (e por vezes também de bílis), fora do ambiente estomacal.

## Causas
Outra causa da pirose é a alimentação inadequada, ou seja, a ingestão de comida excessivamente temperada, gordurosa (p. ex., derivados do leite, chocolate, etc.), cafeinada (café, refrigerantes de cola, guaraná), além de excessivo consumo de frutas cítricas e outros hortifrutigranjeiros, além do uso habitual de substâncias tóxicas, como o álcool, fumo e outras drogas, como o ácido acetilsalicílico.

## Incidência
Tem-se que  "7% da população mundial tem pirose diariamente, 15% semanalmente em algumas sondagens 50% da população tem pirose mensalmente" 

## Tratamento
Mudanças nos hábitos alimentares, com alteração da dieta e disciplina de horário; ingestão de antiácidos (para minimizar o efeito desconfortável e doloroso). A automedicação, em tais casos, embora frequente e tolerada culturalmente (com a venda livre e ostensiva dos antiácidos), é contraindicada pois a pirose pode ser sintoma de males maiores e sérios, desde inflamações estomacais, úlcera péptica a câncer das vias alimentares - sendo indicado a consulta ao gastroenterologista ante sua persistência.

### Antiácido
O uso de antiácidos em excesso (quer em grande dosagem, quer pelo uso repetido e prolongado) pode causar efeitos adversos como diarreia, retenção de magnésio e mudanças no metabolismo do cálcio .
A ação do antiácido dependerá de sua composição química, dentre os efervescentes temos como os mais usados aqueles que contem em sua composição bicarbonato de sódio( {\displaystyle {\ce {NaHCO_3}}}) ou carbonato de sódio ( {\displaystyle {\ce {Na_2CO_3}}}) e ácidos orgânicos fracos, como tartárico, cítrico, à depender da marca do produto. Já os antiácidos em pastilhas mastigáveis, tem como seu principio ativo, algum hidróxido, como o de alumino ( {\displaystyle {\ce {Al(OH)_3}}}).
Como quimicamente, podemos entender a pirose, como o desequilíbrio químico estomacal, ou seja, há excesso de ácido. De maneira simplificada, podemos pensar no equilíbrio estomacal como:

{\displaystyle {\ce {HCl + H_2O <=> Cl^- + H_3O+}}}

Quando há excesso de HCl, temos o equilíbrio deslocado para a direita, e em casos quando o excesso é muito grande, temos a sensação de queimação. Então um antiácido visa justamente reestabelecer o equilíbrio estomacal:
{\displaystyle {\ce {HCl + H_2O <=>> Cl^- + H3O+}}}
Condição de desequilíbrio
{\displaystyle {\ce {{NaHCO_{3}}+{H_{3}O+}->{Na_{(}^{+}aq)}+{Cl_{(}^{-}aq)}+<H_{2}CO_{3}>}}}
Supondo um antiácido cuja composição contem bicarbonato de sódio
{\displaystyle {\ce {H_2CO_3 <=> H_2O + CO_2}}}
Ácido carbônico
Como ao final da reação, contamos com a neutralização do ácido, com a formação do ácido carbônico, que é um ácido fraco e mantêm o equilíbrio acima, contudo com a liberação do dióxido de carbono, através da eructação por exemplo, desloca-se portanto, o equilíbrio para direita, diminuindo a quantidade de ácido carbônico, portanto puxando todo o equilíbrio estomacal para a direita, assim havendo a neutralização do ácido estomacal.

### Inibidores de bombas de prótons
São medicamentos que reduzem a produção de ácido gástrico. Eles inibem a bomba de prótons que produz ácido no lúmen estomacal. Exemplos desses medicamentos são: omeprazol, esomeprazol, lansoprazol e rabeprazol. São mais potentes que os antagonistas H2 (ranitidina e cimetidina).

### Plantas Medicinais
Algumas plantas medicinais auxiliam no alívio dos sintomas da azia. Dentre elas a camomila o Boldo-do-chile e o alcaçuz se destacam. Outros exemplos são a batata, cenoura, alga carolina e hortelã.